# Лебяжье (платформа)
Лебяжье — остановочная платформа (бывшая станция) Волгоградского региона (бывшего НОД-2) Приволжской железной дороги. Открыта в 1942 году в составе исторической Волжской рокады. С 1953 года в составе Приволжской железной дороги.
До 1 сентября 2010 года — железнодорожная станция Приволжской железной дороги в пяти километрах от одноимённого села Камышинского района Волгоградской области. С 1 сентября 2010 года — платформа приволжской железной дороги на ней имеют остановку все пригородные электропоезда.
По состоянию на 2020 год платформа разобрана полностью.
До 2013 года движение пригородных поездов между Саратовом и Петровым Валом было регулярным. С 8 июля 2013 года движение электропоездов на участке Овражная — Петров Вал было прекращено в связи с отсутствием транспортного заказа от Министерства транспорта и дорожного хозяйства Волгоградской области. Участок Овражная — Петров Вал остался без пригородного сообщения, а все расположенные на данном отрезке железной дороги остановочные пункты, включая 168 километр, перестали использоваться для посадки/высадки пассажиров.